# Carl Rangenier
Carl Christoph Conrad Rangenier, auch Karl Rangenier (* 17. Dezember 1829 in Bemerode, Hannover; † 20. Oktober 1895 in Bautzen) war ein deutscher Bildhauer.

## Leben

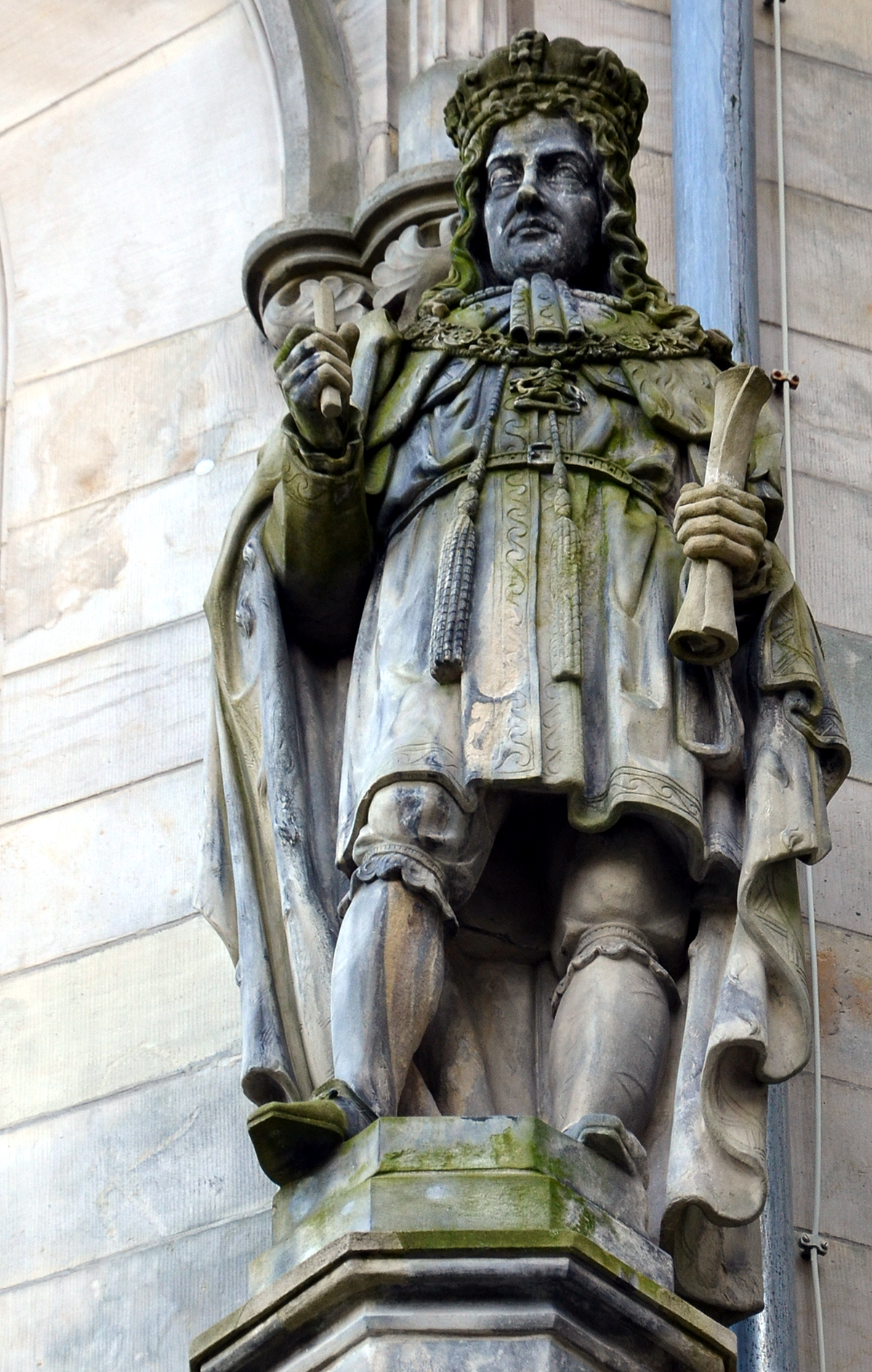
Georg I., König von Großbritannien und Kurfürst von Braunschweig-Lüneburg, Welfenschloss (Welfengarten), um 1862

Geboren 1829 zur Zeit des Königreichs Hannover und in dem seinerzeit noch außerhalb der Stadtbefestigung Hannovers liegenden Ort Bemerode schrieb sich Carl Rangenier, Sohn eines Schullehrers, 1857 im Alter von knapp 28 Jahren für die „Bildhauerklasse“ an der Akademie der Bildenden Künste in München ein.
Schon wenige Jahre später erhielt Rangenier für den Bau des Welfenschlosses – ähnlich wie die Bildhauer Wilhelm Engelhard, Karl Gundelach, Carl Dopmeyer und Georg Hurtzig – um 1862 den Auftrag zur Schaffung der Figur von Georg I., König von Großbritannien und Kurfürst von Braunschweig-Lüneburg. Der Bau dieses Schlosses als Sommerresidenz für die Familie von Georg V., König von Hannover bestimmte das Bildprogramm: Zur Untermauerung des Herrschaftsanspruches und als Rückbesinnung auf die Tradition der Welfen wurde ein Reigen geschaffen von acht bedeutenden Herrschern aus dem Hause der Welfen in der Bel Etage der Fassade des Schlosses zwischen dem Welfengarten und dem Puttenser Feld.
Etwa zur gleichen Zeit schuf Rangenier das Altar-Kruzifix für die 1864 eingeweihte und nach Plänen von Conrad Wilhelm Hase umgebaute und restaurierte evangelisch-lutherische Pfarrkirche in Graste.
Wohnsitz von Carl Rangenier war nach dem Adressbuch der Stadt Hannover von 1868 die Herrenstraße 14, eine Straße, die – im heutigen Stadtteil Mitte von Hannover – erst kurz zuvor 1853 angelegt worden war auf dem zum Hinüberschen Posthof gehörenden Postkamp und die nach der dort ansässigen Freimaurerloge „Herrenloge“ benannt worden war.
Carl Rangenier starb 1895 in Bautzen.

## Werke (unvollständig)
- um 1862: Skulptur des Georg I., König von Grossbritannien am Welfenschloss[1]
- um 1864: Altar-Kruzifix für die Pfarrkirche in Graste[6]